# Istočno Sarajevo

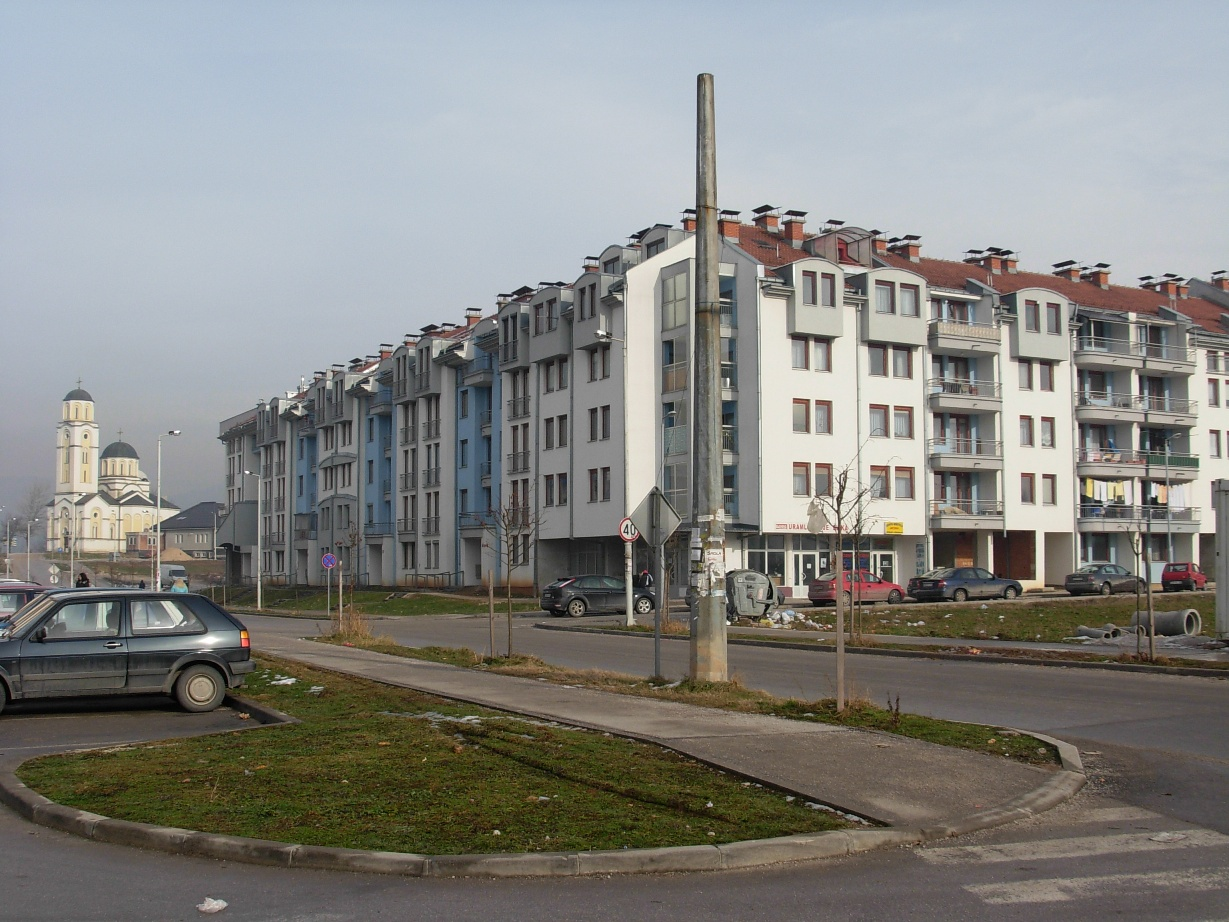
Wohnblock und Serbisch-orthodoxe Kirche Hl. Vasilije Ostroški

Istočno Sarajevo (serbisch-kyrillisch Источно Сарајево), zu deutsch „Ost-Sarajevo“, ist ein Stadtteil in Bosnien und Herzegowina. Es handelt sich dabei um die seit dem Bosnienkrieg in der Republika Srpska liegenden Teile von Sarajevo, ergänzt um einige östliche Vorstadtgemeinden. Die Stadt war bis 2008 de jure Hauptstadt der Republika Srpska – in den Jahren des Krieges befand sich der Regierungssitz in Pale. Seit 1998 befindet sich das administrative Zentrum der Entität allerdings in Banja Luka. Im zu großen Teilen dünn besiedelten Gebiet von Istočno Sarajevo leben etwa 65.000 Menschen.

## Geografie
Das Stadtgebiet gliedert sich in die Gemeinden Istočno Novo Sarajevo, Istočna Ilidža, Istočni Stari Grad, Pale, Trnovo und Sokolac mit einer Gesamtfläche von über 1400 km². Einen großen Teil dieser Fläche nehmen die bewaldeten Berge der Gebirgszüge Jahorina (mit dem Berg Trebević), Bjelašnica und Romanija ein, sodass von einer Stadt im eigentlichen Sinne nicht die Rede sein kann.
Der städtische Entwicklungskern liegt in Istočno Novo Sarajevo (Lukavica) und Istočna Ilidža (Kasindo und ein Teil von Dobrinja). Die übrigen Gemeinden sind mit Ausnahme der nach dem Krieg stark gewachsenen Stadt Pale eher ländlich strukturiert.
Es grenzt an die Gemeinden Han Pijesak, Kalinovik und Rogatica in der Republika Srpska, Sarajevo-Stari Grad, Sarajevo-Novi Grad, Novo Sarajevo, Sarajevo-Centar, Ilijaš, Ilidža und Trnovo (FBiH) im Kanton Sarajevo, Olovo im Kanton Zenica-Doboj und Pale-Prača und Foča-Ustikolina im Kanton Bosnisches Podrinje.

## Bauwerke
- In der Stadt steht die dem Heiligen Vasilije Ostroški dem Wundertäter, geweihte Kirche Hl. Vasilije Ostroški.